# Khrouchtchevka
 (octobre 2024).
Si vous disposez d'ouvrages ou d'articles de référence ou si vous connaissez des sites web de qualité traitant du thème abordé ici, merci de compléter l'article en donnant les références utiles à sa vérifiabilité et en les liant à la section « Notes et références ».

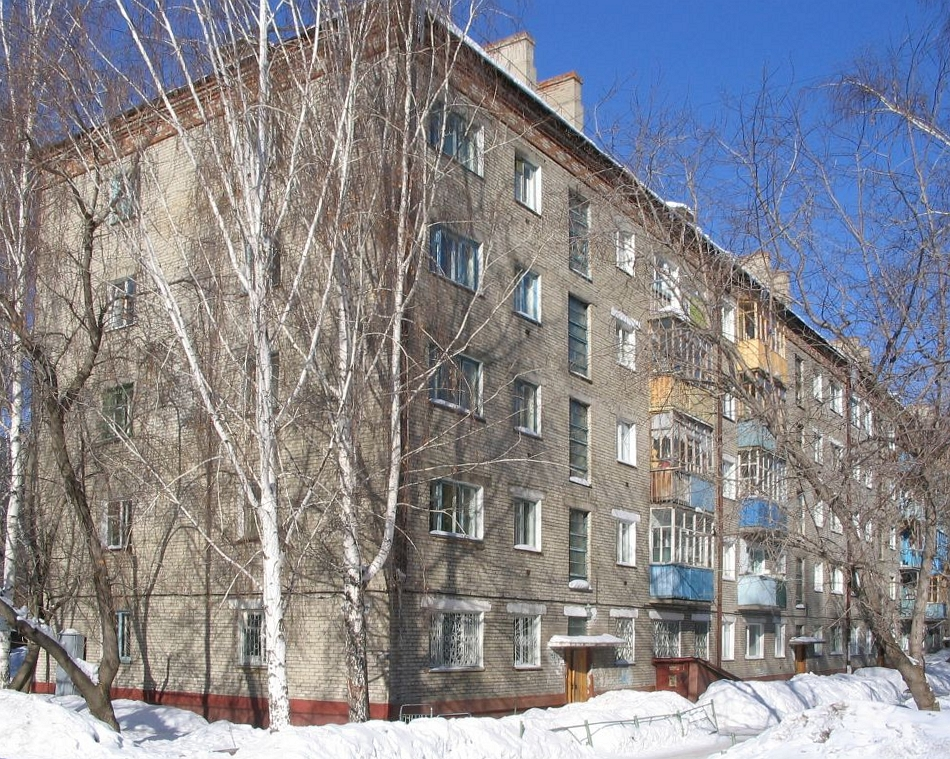
Khrouchtchevka en brique à Tomsk.

Une khrouchtchevka (en russe : хрущёвка [ xrʊˈɕːɵfkə], composée de Хрущёв « Khrouchtchev » et du suffixe -ка), parfois nommée péjorativement khrouchtchoba (en russe : хрущёвка [ xrʊˈɕːɵbə], issue de la contraction de Хрущёв « Khrouchtchev » et трущоба « bidonville, masure») sont les surnoms d'un type d'immeubles d'habitation en brique ou en panneaux de béton de 3 à 5 niveaux. Le modèle est développé en Union soviétique au début des années 1960 et est réutilisé massivement. Il marque le paysage urbain de l'URSS et du monde post-soviétique à partir de ce moment-là. 

## Histoire

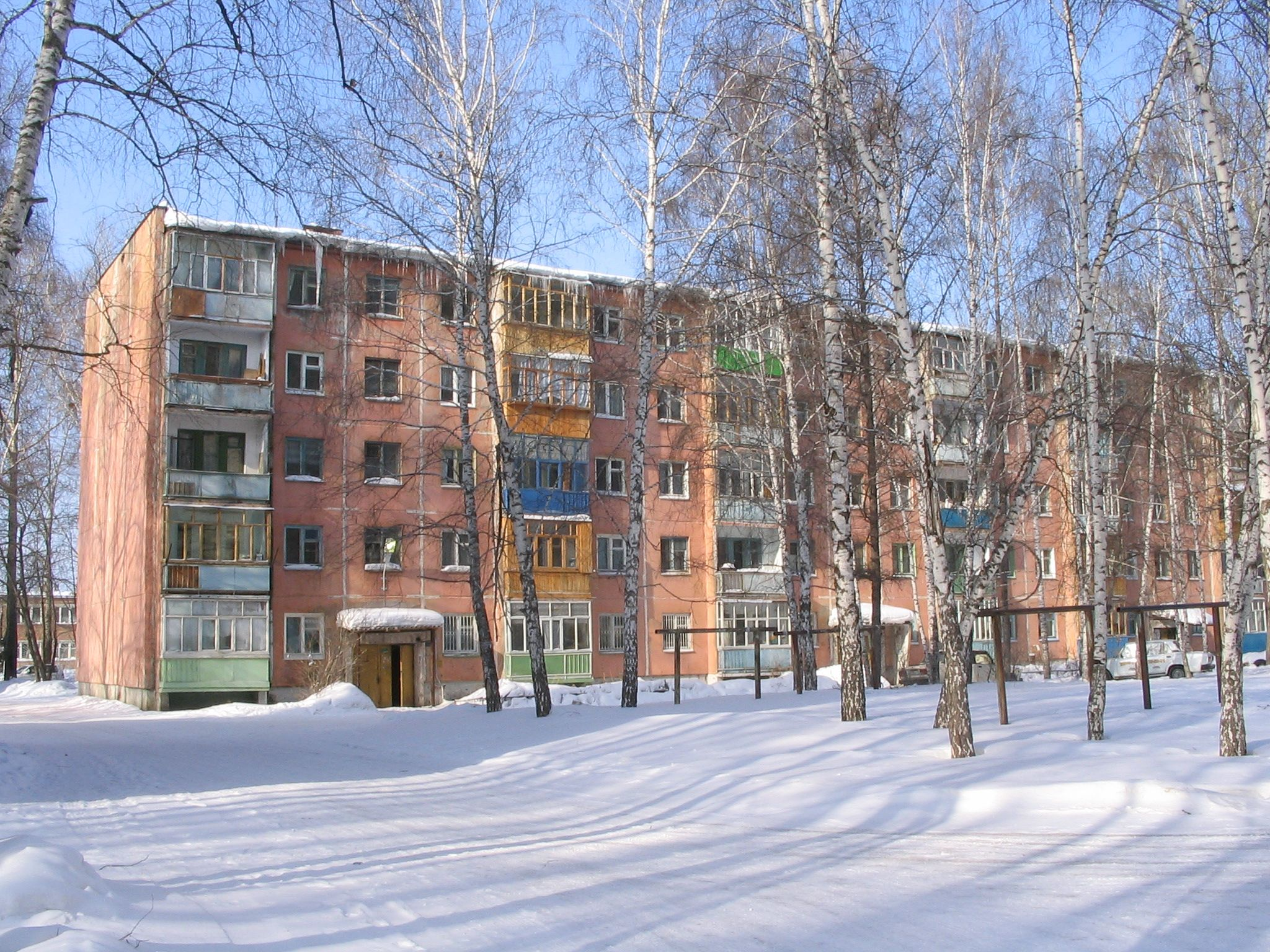
Khrouchtchevka en panneaux à Tomsk.

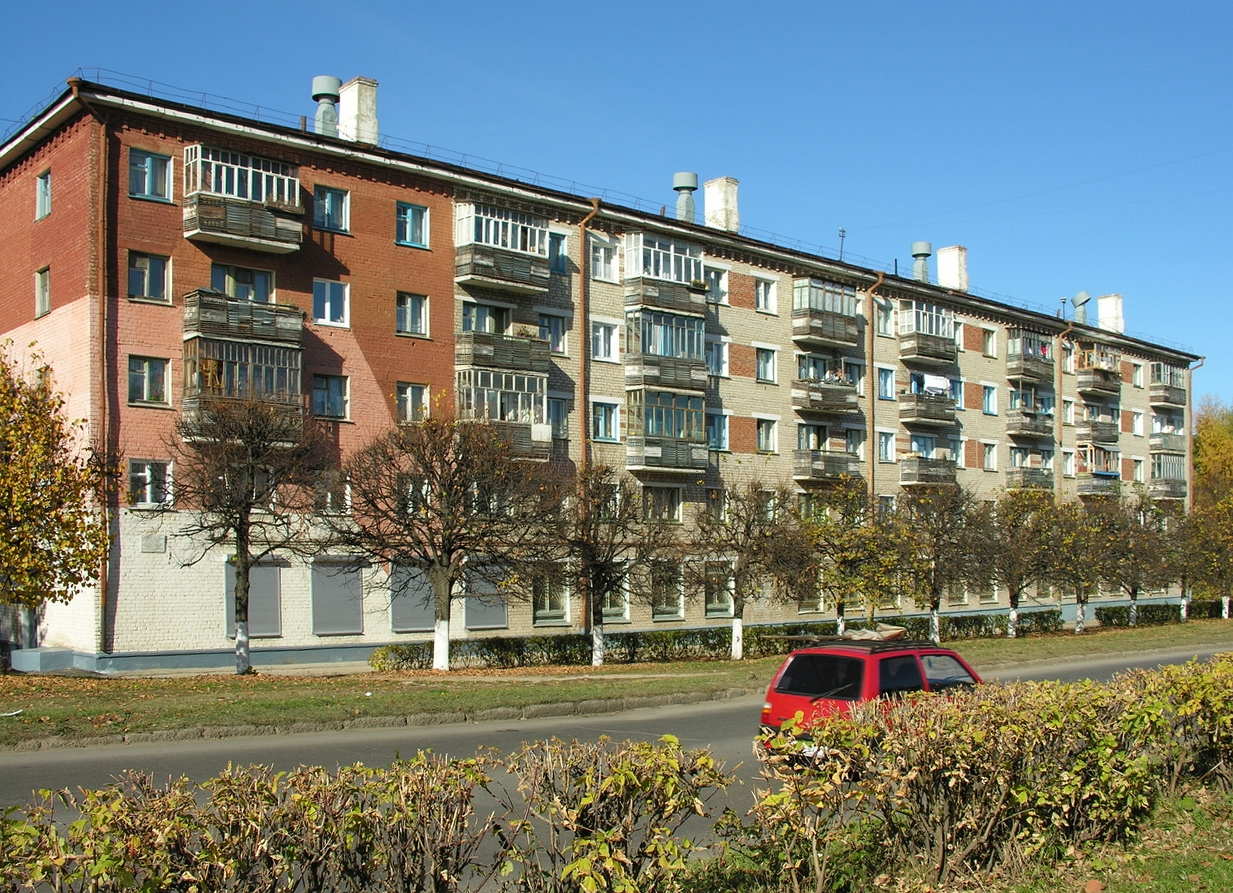
Khrouchtchevka en brique à Tcheboksary.

Le modèle tire son nom de Nikita Khrouchtchev ; c'est en effet sous le mandat de Khrouchtchev qu'il est adopté, avec une priorité absolue donnée à la simplicité et au faible coût de la construction, afin de répondre aux défis du logement en URSS. La contrepartie de ce fonctionnalisme en est un aspect esthétique très réduit et monotone. 
Cette forme de construction succède à l'architecture stalinienne, édifices de bonne qualité de construction très coûteuse, réservés à une minorité, membres de la nomenklatura, stakhanovistes, artistes ou universitaires.
Pour pallier la grave pénurie de logements au cours des années 1947-1951, les architectes soviétiques ont évalué diverses technologies visant à réduire les coûts et les délais de construction. En janvier 1951 une convention est adoptée, sous l'impulsion de Khrouchtchev, alors directeur du parti communiste de Moscou, définissant les nouvelles priorités architecturales en matière de logement : faible coût et rapidité de montage.
Deux usines de béton sont créées dans la foulée (Presnenski, 1953; Khorochevski, 1954). Différents modèles grandeur nature sont testés, et l'adoption de panneaux de béton préfabriqués est alors préférée à celle du coulage du béton sur le site de construction.
Au cours des années 1954-1961, Vitaly Lagoutenko, urbaniste en chef de Moscou depuis 1956, conçoit et teste les possibilités de construction en masse. C'est au cours de l'année 1961 que l'institut de Lagoutenko présente le modèle K-7 (karkasnyi-7), un immeuble de 5 étages, qui devient la khrouchtchevka la plus typique.  Rien qu'à Moscou, 64 000 immeubles sont construits pour un total de 3 000 000 m2 de 1961 à 1968.
Ce modèle K-7 s'exporte ensuite dans toute l'URSS et est reproduit à des millions d'exemplaires. Il représente jusqu'à 10 % de la surface immobilière en URSS. Le nombre des étages est déterminé par la suite ainsi : pour les trois métropoles que sont Kiev, Moscou et Saint-Pétersbourg, 12 à 16 étages ; pour les capitales de RSS et les villes de plus de 500 000 habitants, 9 étages ; enfin pour le reste des villes, 5 étages.

## Conception
Parmi les particularités des khrouchtchevkas, l'absence d'ascenseur : jugés trop coûteux, les architectes soviétiques ont tenté de construire les plus hauts bâtiments qui soient sans ascenseur et estiment cette hauteur à 5 étages justement.
La khrouchtchevka innove également par des salles de bains combinées à des toilettes. Déjà introduites avec Ivan Joltovsky dans son bâtiment de la rue Bolchaya Kaloujskaya, elles sont améliorées par Lagoutenko en termes d'économie d'espace avec l'introduction d'une baignoire de 120 cm de longueur seulement (bains assis). L'idée d'une seule pièce de faïence pour les toilettes et la douche est cependant écartée. La salle de bain était assemblée directement à l'usine (de Khorochevski), et seuls les branchements d'eau étaient alors nécessaires.

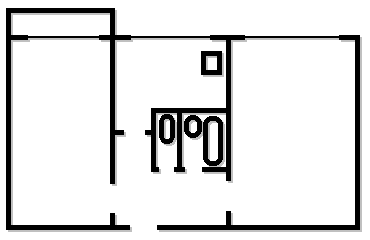
Plan d'un appartement de khrouchtchevka. Noter la présence de l'entrée/couloir desservant le reste des pièces ; les toilettes sont habituellement séparées de la salle de bain.

Les cuisines étaient de petite taille, généralement de 6 m2, mais une salle à manger existait parfois.
La surface typique des appartements de la série K-7 est de 30 m2 (une pièce), 44 m2 (deux pièces) et 60 m2 (trois pièces). Les pièces de K-7 sont « isolées », au sens où elles sont séparées par des cloisons et connectées par une petite entrée et non pas reliées entre elles. Plus tard, les modèles (П-35 notamment) sont disposés avec une pièce commune donnant accès à une ou deux pièces. Ces appartements ont été prévus pour une petite famille, mais en réalité, il n'était pas rare que trois générations de personnes vivent ensemble dans des appartements de deux pièces. 
À l'extérieur, l'espace est ouvert sur l'espace public, mais comporte généralement des jeux pour enfants et un étendoir à disposition des habitants.

## Évolution

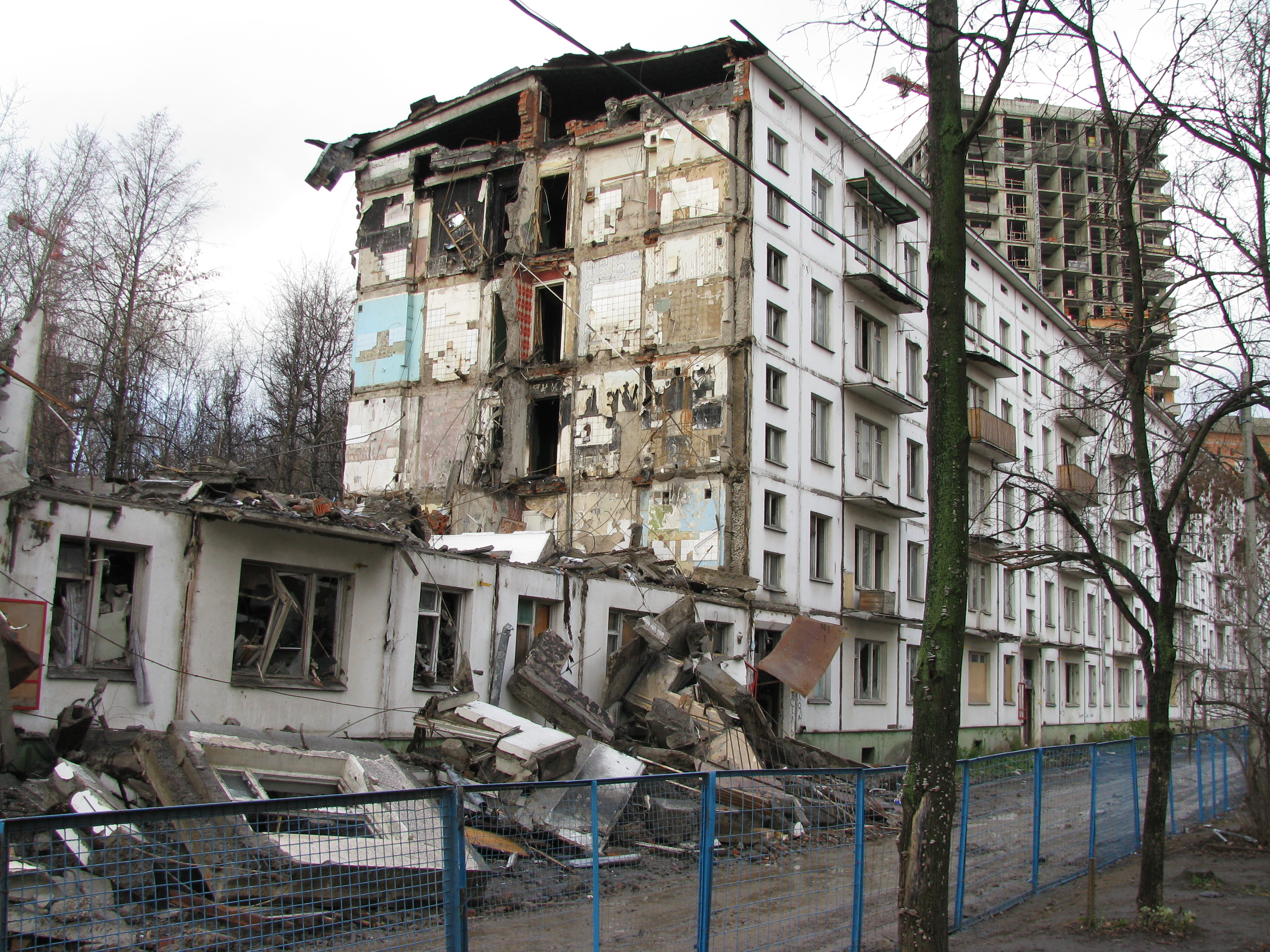
Destruction d'une khrouchtchevka et vue en coupe.

Les khrouchtchevkas étaient à l'origine prévues pour être des constructions temporaires, en attendant que la crise du logement soit passée. Brejnev promet, lui, que chaque famille pourra avoir accès à des appartements avec une pièce pour chaque personne et une pièce de plus.
C'est ainsi que pour la région de Moscou notamment, une distinction s'opère entre les khrouchtchevki d'une durée de vie estimée à 25 ans et celles qui ont un caractère permanent (сносимые серии/несносимые серии). C'est à partir de cette distinction que la ville de Moscou commence à partir de 2015 un programme de destruction de ces grands ensembles.
Les khrouchtchevki subissent sinon des aménagements et rénovations mineurs. Ainsi les résidents transforment souvent les balcons en véranda. Dans les années 2010, la façade d'appartements ou d'immeubles entiers est recouverte d'isolant.

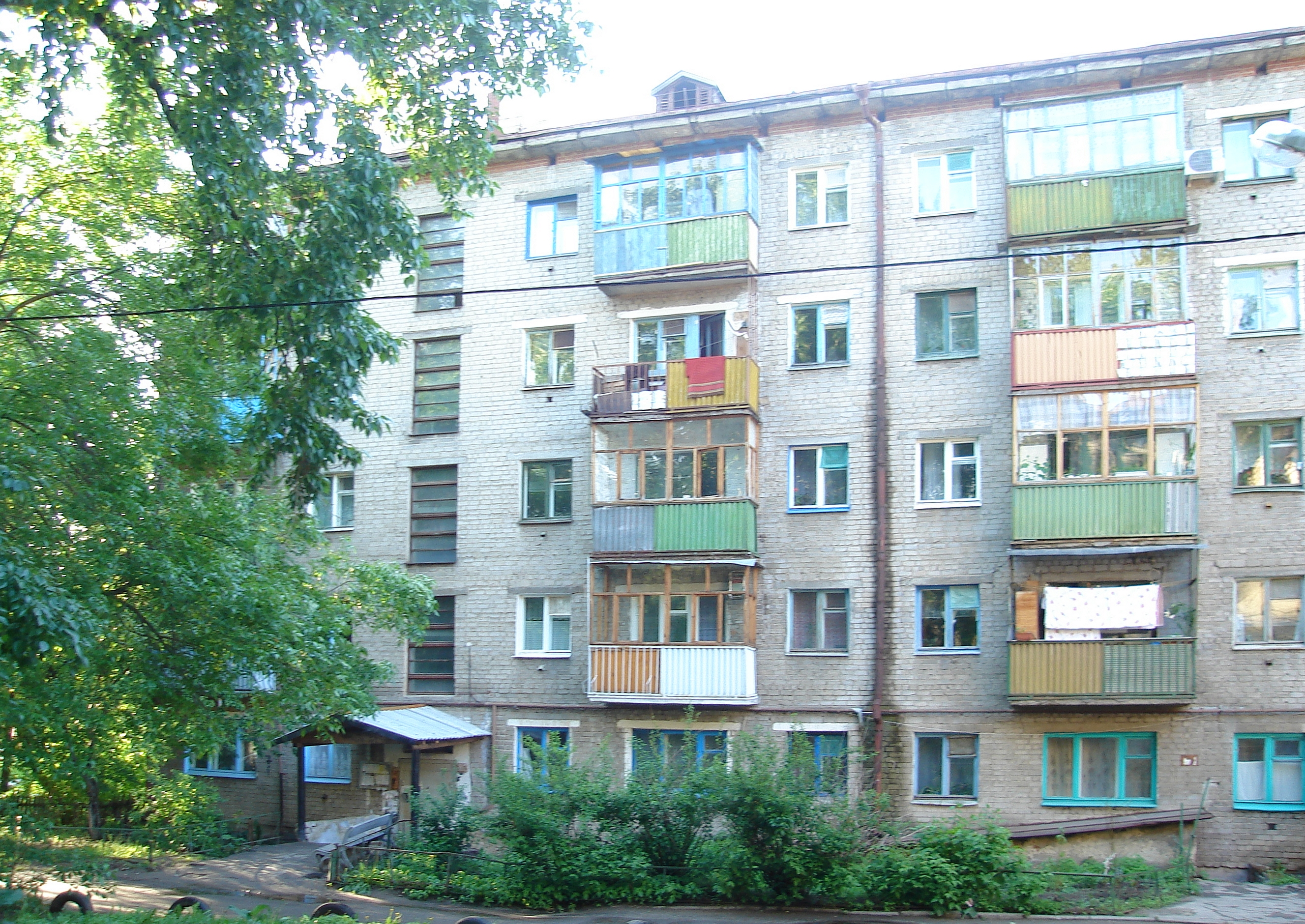
Khrouchtchevka à Kazan. Les vérandas ont été ajoutées après la chute de l'URSS, quand la surveillance des immeubles s'est relâchée.
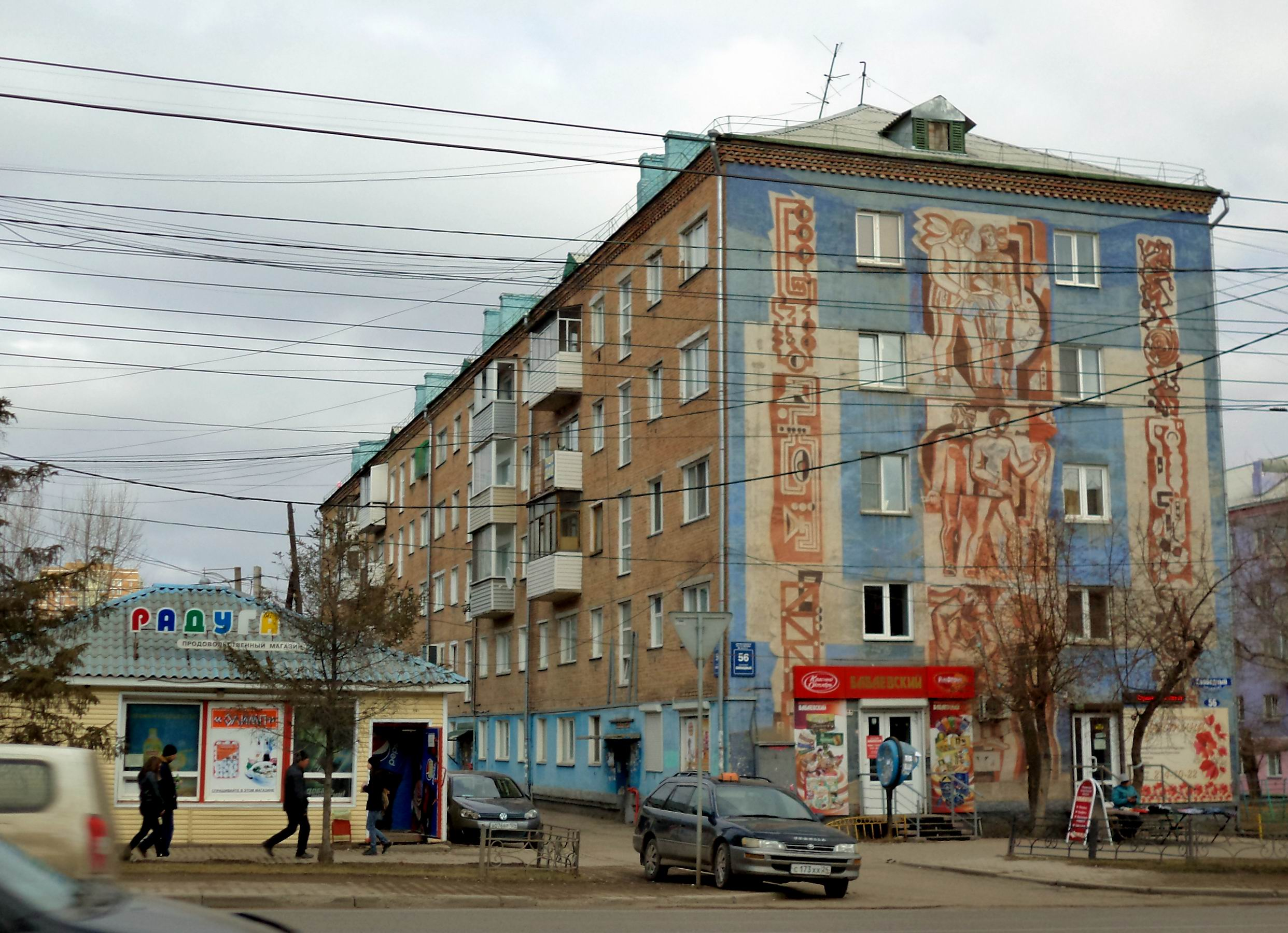
Krasnoïarsk.
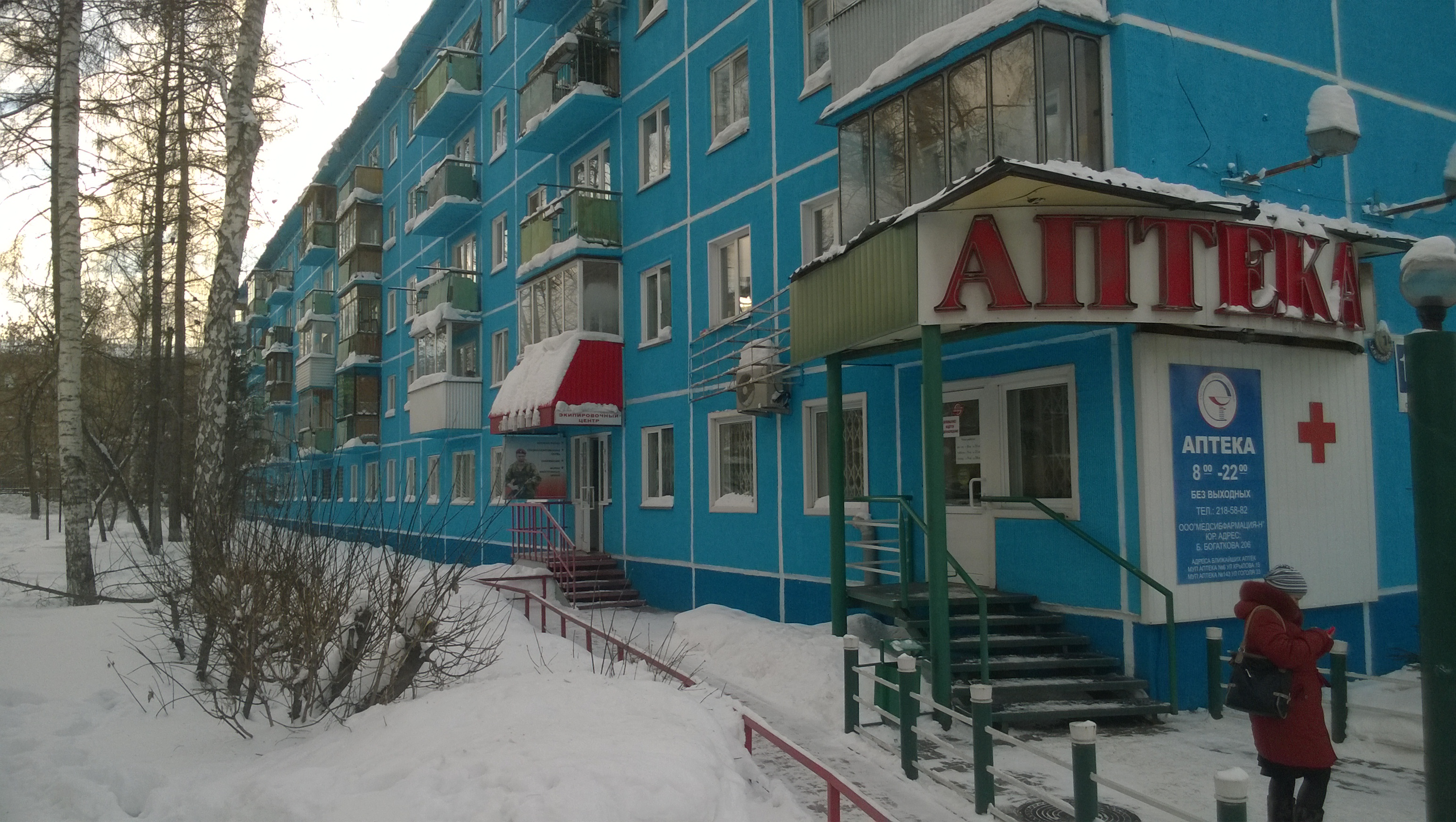
Novossibirsk.
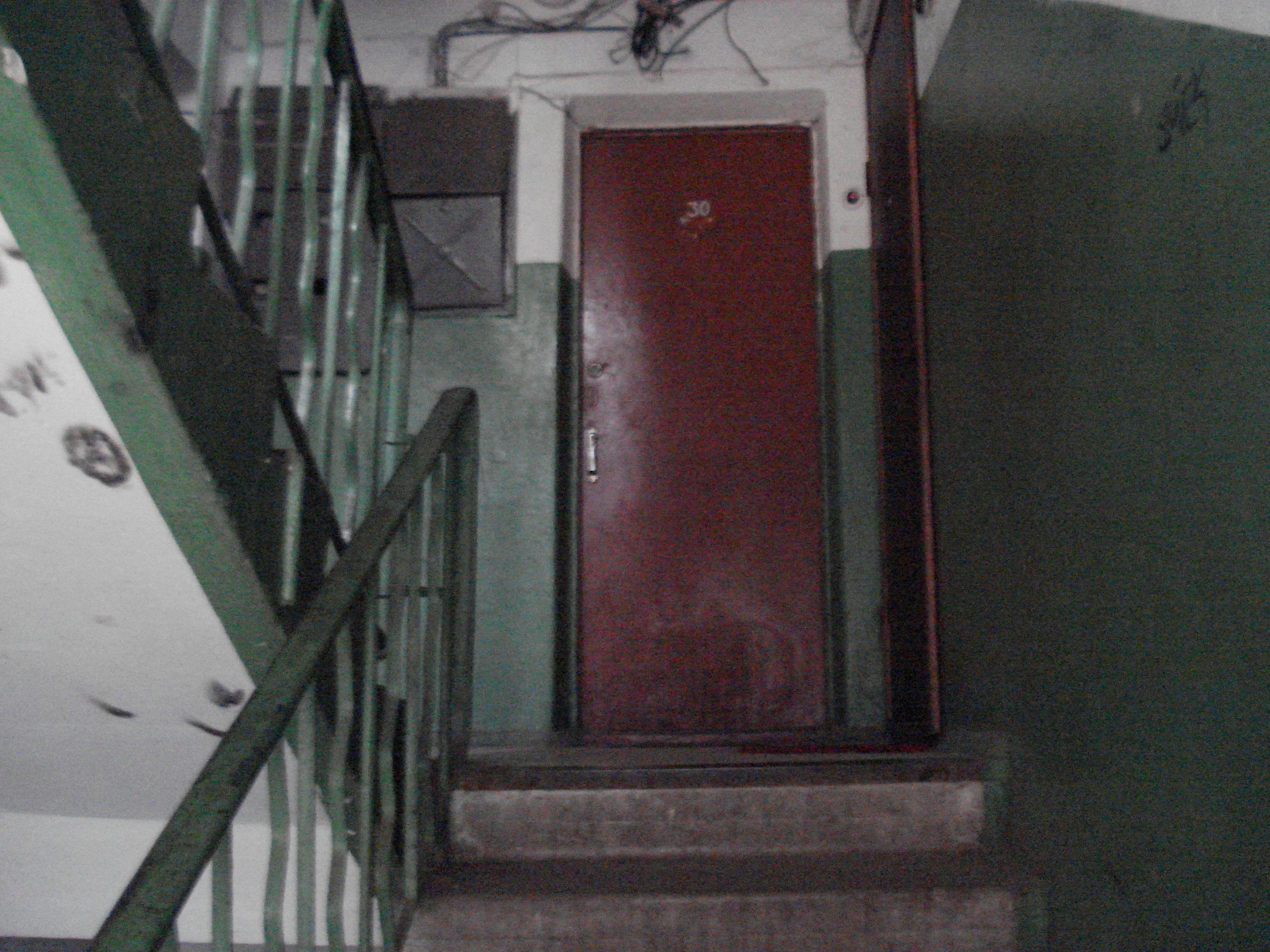
Cage d'escalier.
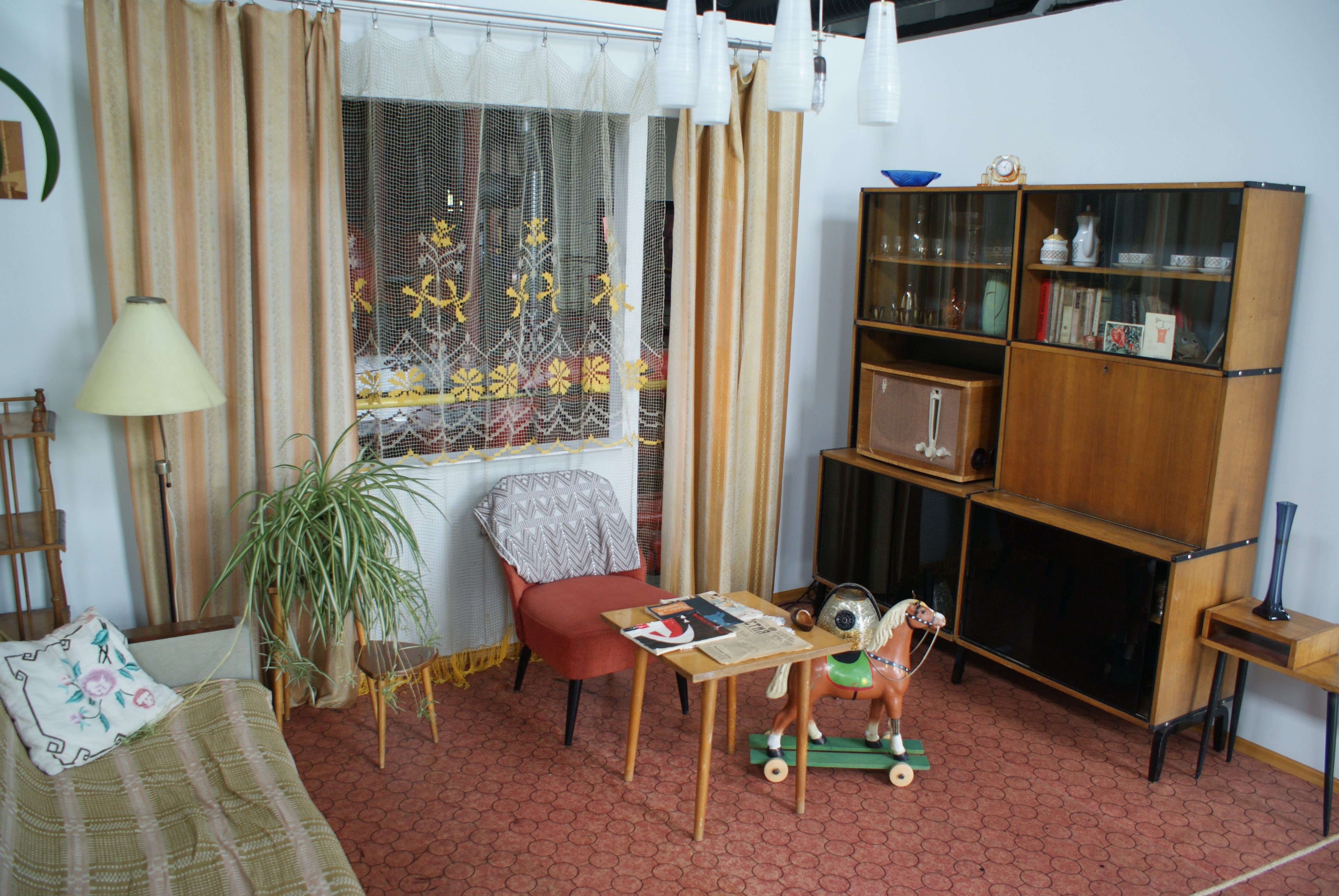
Intérieur typique de khrouchtchevka, reconstitution, Vilnius Energy and Technology Museum.
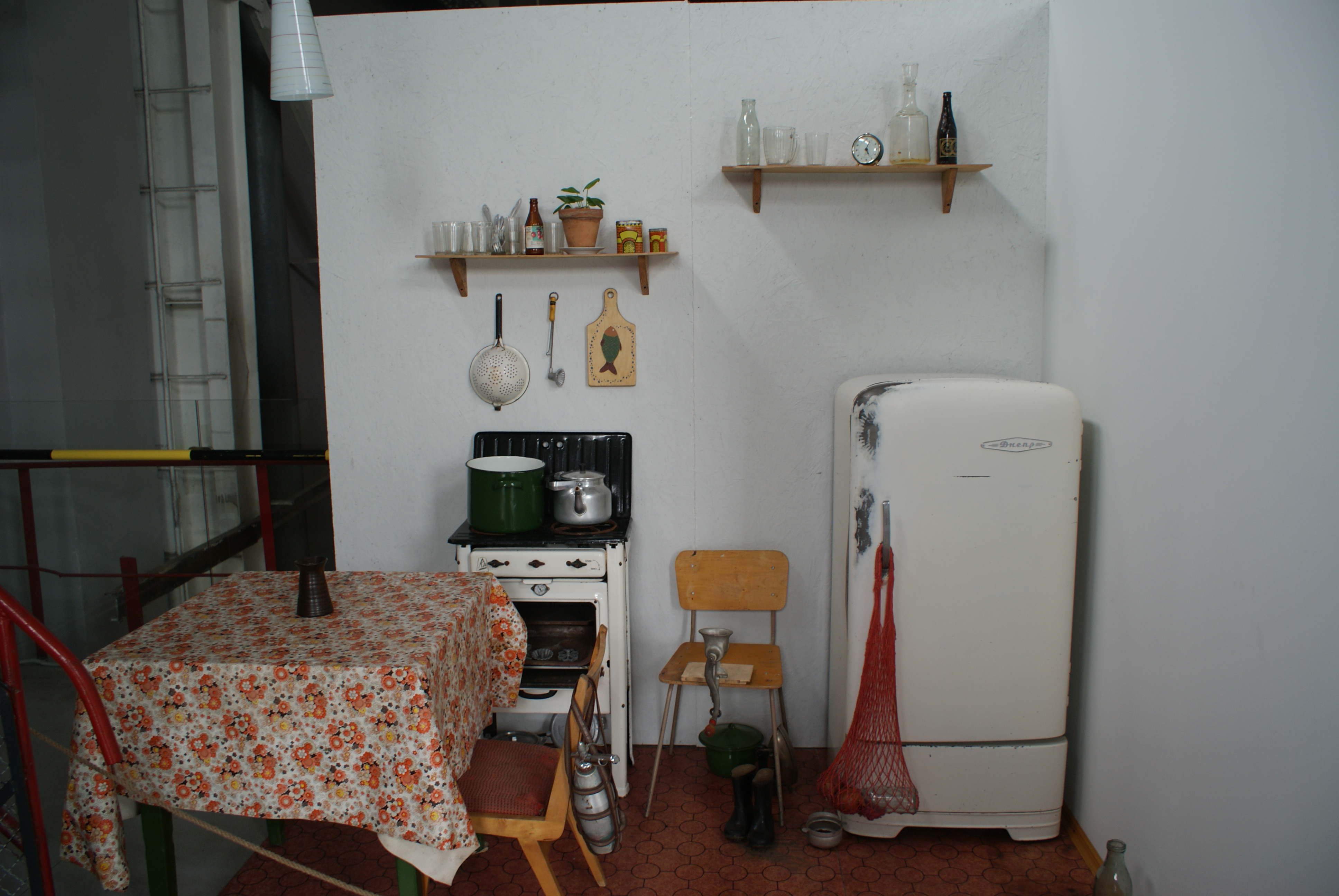
Idem.